# Danby (Nowy Jork)
Danby – miasto w Stanach Zjednoczonych, w stanie Nowy Jork, w hrabstwie Tompkins.